# Boeing Boeing (película de 1965)
Boeing Boeing es una película de comedia de farsa de dormitorio (historias improbables de junta de parejas) estadounidense de 1965 basada en la obra francesa de 1960 Boeing-Boeing y protagonizada por Tony Curtis y Jerry Lewis. Estrenada el 22 de diciembre de 1965, fue la última película que Lewis hizo para Paramount Pictures, que había producido todas sus películas desde My Friend Irma (1949) y que finalizó tras la separación contractual, tras no renovarse el trato.

## Trama
Bernard Lawrence es un periodista estadounidense destinado en París. Un playboy, ha ideado un ingenioso sistema para hacer malabarismos con tres novias: sale con azafatas asignadas a rutas internacionales en horarios de vuelos que no se cruzan, de modo que sólo una esté en el país en un momento dado y así evitarse problemas con alguna de ellas al enterarse de las contrarias. Tiene sus rutas detalladas con tal precisión que puede dejar a su novia de British United Airways para su vuelo de ida y recoger a su novia de Lufthansa de regreso en el mismo viaje al aeropuerto, mientras su novia de Air France está en espera en otro lugar.
Con la ayuda de su sufrida ama de llaves Bertha, quien intercambia las fotos y la comida apropiadas dentro y fuera del apartamento para que coincidan con la novia entrante, Lawrence mantiene a las mujeres totalmente desconectadas de la presencia de cada una en el apartamento o de las cosas que hace él con ellas en cada uno de sus respectivos encuentros personales. Consideran el piso de Lawrence como su «hogar» durante sus escalas en París o por otros lugares.
Bernard está tan feliz con su vida en París que tiene la intención de rechazar un ascenso inminente que le obligaría a mudarse a la ciudad de Nueva York. Pero su vida da un vuelco cuando las aerolíneas de sus amigas comienzan a poner en servicio nuevos aviones a reacción de última generación. Estos aviones más rápidos cambian todos los horarios de rutas existentes y permiten a los asistentes de vuelo pasar más tiempo en París. Lo más alarmante para Bernard es que sus tres novias estarán ahora todas en París al mismo tiempo.
Robert Reed, un colega periodista y un viejo conocido, complica aún más la vida de Bernard cuando llega a la ciudad y no encuentra una habitación de hotel. Insiste en quedarse unos días en el apartamento de Bernard. Cuando ve la situación de vida de Bernard, planea hacerse cargo del apartamento, las niñas, el ama de llaves y el trabajo de Bernard, mientras manipula a Bernard para que acepte el nuevo trabajo en Nueva York.

## Elenco
- Tony Curtis como Bernard Lawrence
- Jerry Lewis como Robert Reed
- Dany Saval como Jacqueline Grieux (azafata de Air France)
- Christiane Schmidtmer como Lise Bruner (azafata de Lufthansa)
- Suzanna Leigh como Vicky Hawkins (azafata del Reino Unido)
- Thelma Ritter como Bertha
- Estudio Lomax como Pierre

## Producción
El director John Rich tenía contrato con Hal Wallis, quien lo asignó a la película. El director vio la obra en Londres y bajo sus palabras: «se dio cuenta de inmediato de que iba un gran éxito europeo porque su tema principal era burlarse satíricamente de las inclinaciones sexuales estadounidenses en la era del jet. Sentí que una película basada en este tema funcionaría extremadamente bien en mercados extranjeros, pero probablemente no sería bien recibido por el público estadounidense. Wallis no estuvo de acuerdo con mis comentarios». La taquilla terminó dando la razón a John Rich, aunque como tal fue una de las últimas películas en las que participaron conjuntamente.
Según Rich, Wallis insistió en elegir a Tony Curtis y Jerry Lewis como protagonistas. A Rich le agradaba Curtis, pero habría preferido a Jack Lemmon o Dick Van Dyke en lugar de Lewis, quien, en su opinión, «recurriría a trucos familiares en lugar de buscar la honestidad».
Boeing Boeing fue filmada del 8 de abril al 30 de junio de 1965. Rich dice que inicialmente Lewis se portó mal con este, pero el director lo amenazó para después forjar una relación de trabajo bastante funcional y que aceleró el proceso creativo de la misma.
Como Curtis y Lewis querían obtener la máxima fama, sus nombres al comienzo de la película giran en círculo con la góndola de un avión detrás de ellos. Para el tráiler de la película, se repitió la animación y ninguno de los nombres se pronunció en voz alta. En los carteles de la película, los nombres formaban una «X», con el nombre de Lewis subiendo desde la parte inferior izquierda y el nombre de Curtis bajando desde la parte superior izquierda.
La película es una de las primeras veces en que el público pudo escuchar a Lewis hablar con su voz normal en todo momento. Fue un alejamiento del estilo payaso de comedia visual al que sus fans se habían acostumbrado.

## Recepción
Escribiendo en The New York Times, el crítico Howard Thompson calificó la película como una «fiesta estrictamente de un solo gag» y «una tontería mediocre y pasable».

## Medios domésticos
La película fue lanzada en DVD y Blu-ray el 14 de febrero de 2012.

## Legado
La película fue seleccionada por Quentin Tarantino para el primer Festival de Cine de Quentin Tarantino en Austin, Texas, en 1996.
Fue rehecho en malabar en 1985 con el mismo título. También hay muchas otras adaptaciones de la misma obra francesa de 1960 que inspiró esta película.